# Министерство по делам Уэльса
Министерство по делам Уэльса (англ. Office of the Secretary of State for Wales; валл. Swyddfa Ysgrifennydd Gwladol Cymru), часто называемое Министерством Уэльса (англ. Office for Wales; валл. Swyddfa Cymru) — департамент правительства Его Величества. Оно заменило бывший Уэльский офис, который имел широкие полномочия по управлению Уэльсом до введения валлийской деволюции в 1999 году.

## История
В прошлом Министерство по делам Уэльса называли "голосом Уэльса в Вестминстере и голосом Вестминстера в Уэльсе". Однако с принятием Закона о правительстве Уэльса 2006 года его полномочия значительно сократились: оно в основном отвечает за выполнение немногих функций, остающихся у государственного секретаря по делам Уэльса, которые ещё не были переданы Сенедду (Валлийскому парламенту); а также за обеспечение финансирования Уэльса в рамках ежегодного бюджетного урегулирования.
Министр по делам Уэльса несёт общую ответственность за министерство, но оно административно расположено в Министерстве юстиции (до 2007 года — Департамент по конституционным делам).

## Министры
Министры в Министерстве по делам Уэльса следующие, причём члены кабинета выделены жирным шрифтом:
| Министр     | Портрет | Должность                                          | Портфолио                                                                                  |
| ----------- | ------- | -------------------------------------------------- | ------------------------------------------------------------------------------------------ |
| Джо Стивенс |         | Министр по делам Уэльса                            | Общая ответственность; связь с правительством Уэльса и Сенеддом; иностранные дела; оборона |
| Ниа Гриффит |         | Парламентский заместитель министра по делам Уэльса | Поддержка министра по делам Уэльса в исполнении его обязанностей                           |

В отличие от Шотландии и Северной Ирландии, Уэльс не имеет собственных юридических офицеров Короны; он является частью юрисдикции Англии и Уэльса. Генеральный прокурор Англии и Уэльса, таким образом, консультирует правительство Великобритании по вопросам права. Его заместителем является солиситор (юрисконсульт) Англии и Уэльса.

## Будущее министерства
После голосования "за" на референдуме 2011 года о предоставлении Сенедду прямых законодательных полномочий некоторые политики в Уэльсе, особенно из партии Plaid Cymru, призвали к упразднению Министерства по делам Уэльса. Лорд Элис-Томас, председатель Сенедда, сказал:
Теперь, когда ответственность министров за администрирование политики и, фактически, за законодательство находится здесь, для нас имеет больше смысла быть организованными в рамках правильного межправительственного и межпарламентского взаимодействия. То есть, от Сенедда к Вестминстеру, от правительства к правительству.
Однако лорд Элис-Томас был обвинён в следовании "сепаратистской повестке" консерватором Шерил Гиллан, тогдашним министром по делам Уэльса. Её поддержал её предшественник от лейбористов Питер Хейн, который заявил, что Уэльсу "по-прежнему нужен голос в кабинете министров в Вестминстере".